# The War on Drugs (Band)
The War on Drugs (engl. sowohl "Der Krieg gegen die Drogen" als auch "Der Krieg auf Drogen") ist eine US-amerikanische Indie-Rock-Band aus Philadelphia, Pennsylvania.

## Geschichte
Die Band wurde 2005 von Adam Granduciel und Kurt Vile gegründet und nach dem „Krieg gegen Drogen“ der US-amerikanischen Regierungen benannt. 2008 wurden mit der EP Barrel of Batteries und dem Album Wagonwheel Blues die ersten Stücke bei Secretly Canadian veröffentlicht. Nach einer Europa-Tournee verließ Kurt Vile Ende 2008 die Band für seine Solokarriere; weitere Personalwechsel folgten.
Galten The War on Drugs nach dem zweiten Longplayer Slave Ambient noch als Geheimtipp, wurde das 2014 veröffentlichte Album Lost in the Dream von der Kritik einhellig positiv bewertet. Von der dpa wurde die Gruppe zur „Band der Stunde“ erklärt. 2018 wurde die Band für A Deeper Understanding mit einem Grammy in der Kategorie „Bestes Rockalbum“ ausgezeichnet.
Im November 2020 erschien Live Drugs, das erste Live-Album der Band.
Am 19. Juli 2021 kündigten The War on Drugs ihr fünftes Studioalbum I Don’t Live Here Anymore für den 29. Oktober 2021 an. Am selben Tag veröffentlichten sie mit Living Proof die erste Single daraus und gaben die Tourtermine ihrer Nordamerika- und Europa-Tour 2022 bekannt.

## Stil
Ihr musikalischer Stil wird immer wieder als eine Mischung von Tradition und Moderne beschrieben. Inspiriert von amerikanischen Rock-Legenden wie Bob Dylan, Tom Petty, Bruce Springsteen und Neil Young, wird die Gruppe für ihren zeitgenössischen Americana-Sound gelobt.

## Diskografie

### Studioalben
| Jahr | Titel Musiklabel                    | Höchstplatzierung, Gesamtwochen, AuszeichnungChartplatzierungen (Jahr, Titel, Musiklabel, Platzierungen, Wochen, Auszeichnungen, Anmerkungen) | Höchstplatzierung, Gesamtwochen, AuszeichnungChartplatzierungen (Jahr, Titel, Musiklabel, Platzierungen, Wochen, Auszeichnungen, Anmerkungen) | Höchstplatzierung, Gesamtwochen, AuszeichnungChartplatzierungen (Jahr, Titel, Musiklabel, Platzierungen, Wochen, Auszeichnungen, Anmerkungen) | Höchstplatzierung, Gesamtwochen, AuszeichnungChartplatzierungen (Jahr, Titel, Musiklabel, Platzierungen, Wochen, Auszeichnungen, Anmerkungen) | Höchstplatzierung, Gesamtwochen, AuszeichnungChartplatzierungen (Jahr, Titel, Musiklabel, Platzierungen, Wochen, Auszeichnungen, Anmerkungen) | Anmerkungen                                              |
| Jahr | Titel Musiklabel                    | DE | AT | CH | UK | US | Anmerkungen                                              |
| ---- | ----------------------------------- | --- | --- | --- | --- | --- | -------------------------------------------------------- |
| 2008 | Wagonwheel Blues Secretly Canadian  | — | — | — | — | — | Erstveröffentlichung: 19. Juni 2008                      |
| 2011 | Slave Ambient Secretly Canadian     | — | — | — | — | — | Erstveröffentlichung: 16. August 2011                    |
| 2014 | Lost in the Dream Secretly Canadian | — | — | CH66 (2 Wo.)CH | UK18 Gold · (35 Wo.)UK | US26 (18 Wo.)US | Erstveröffentlichung: 18. März 2014 Verkäufe: + 110.000  |
| 2017 | A Deeper Understanding Atlantic     | DE12 (4 Wo.)DE | AT13 (3 Wo.)AT | CH11 (5 Wo.)CH | UK3 Silber · (5 Wo.)UK | US10 (5 Wo.)US | Erstveröffentlichung: 25. August 2017 Verkäufe: + 90.000 |
| 2021 | I Don’t Live Here Anymore Atlantic  | DE15 (3 Wo.)DE | AT15 (2 Wo.)AT | CH6 (3 Wo.)CH | UK6 (4 Wo.)UK | US22 (1 Wo.)US | Erstveröffentlichung: 29. Oktober 2021                   |

### Livealben
| Jahr | Titel Musiklabel    | Höchstplatzierung, Gesamtwochen, AuszeichnungChartplatzierungen (Jahr, Titel, Musiklabel, Platzierungen, Wochen, Auszeichnungen, Anmerkungen) | Höchstplatzierung, Gesamtwochen, AuszeichnungChartplatzierungen (Jahr, Titel, Musiklabel, Platzierungen, Wochen, Auszeichnungen, Anmerkungen) | Anmerkungen                             |
| Jahr | Titel Musiklabel    | DE | UK | Anmerkungen                             |
| ---- | ------------------- | --- | --- | --------------------------------------- |
| 2020 | Live Drugs Atlantic | DE74 (1 Wo.)DE | UK80 (1 Wo.)UK | Erstveröffentlichung: 20. November 2020 |

Weitere Livealben
- 2024: Live Drugs Again

### EPs
- 2008: Barrel of Batteries
- 2010: Future Weather

### Singles
- 2011: Come To The City
- 2013: Red Eyes (UK: Silber, US: Gold)
- 2017: Thinking Of a Place
- 2017: Holding On
- 2017: Strangest Thing
- 2017: Pain
- 2017: Nothing To Find
- 2018: In Chains
- 2020: Pain (Live)

## Auszeichnungen für Musikverkäufe
| Goldene Schallplatte - Belgien - 2018: für das Album A Deeper Understanding - Dänemark - 2022: für das Album Lost in the Dream - Niederlande - 2018: für das Album A Deeper Understanding |

Anmerkung: Auszeichnungen in Ländern aus den Charttabellen bzw. Chartboxen sind in ebendiesen zu finden.
| Land/RegionAuszeichnungen für Musikverkäufe (Land/Region, Auszeichnungen, Verkäufe, Quellen) | Silber     | Gold     | Platin | Verkäufe | Quellen     |
| -------------------------------------------------------------------------------------------- | ---------- | -------- | ------ | -------- | ----------- |
| Belgien (BRMA)                                                                               | —          | Gold1    | —      | 10.000   | ultratop.be |
| Dänemark (IFPI)                                                                              | —          | Gold1    | —      | 10.000   | ifpi.dk     |
| Niederlande (NVPI)                                                                           | —          | Gold1    | —      | 20.000   | nvpi.nl     |
| Vereinigte Staaten (RIAA)                                                                    | —          | Gold1    | —      | 500.000  | riaa.com    |
| Vereinigtes Königreich (BPI)                                                                 | 2× Silber2 | Gold1    | —      | 360.000  | bpi.co.uk   |
| Insgesamt                                                                                    | 2× Silber2 | 5× Gold5 | —      |          |             |